# Lycophorus
Lycophorus là một chi bướm đêm thuộc họ Noctuidae.